# Hyalurga discozellularis
Hyalurga discozellularis är en fjärilsart som beskrevs av Embrik Strand 1921. Hyalurga discozellularis ingår i släktet Hyalurga och familjen björnspinnare. Inga underarter finns listade i Catalogue of Life.